# Andrew Price
Andrew Price (ur. 2 kwietnia 1854, zm. 5 lutego 1909) – amerykański polityk, prawnik i plantator związany z Partią Demokratyczną.

## Życiorys
Po śmierci swojego teścia Edwarda Jamesa Gaya w 1889 roku został wybrany w wyborach uzupełniających na jego miejsce jako przedstawiciel trzeciego okręgu wyborczego w Luizjanie w Izbie Reprezentantów Stanów Zjednoczonych, gdzie zasiadał do 1897 roku.